# Anno 2205
Anno 2205 là một game xây dựng thành phố và mô phỏng kinh tế, với các yếu tố chiến lược thời gian thực, do hãng Ubisoft Blue Byte phát triển và Ubisoft phát hành. 2205 là phiên bản thứ sáu của dòng game Anno được phát hành vào ngày 3 tháng 11 năm 2015. Giống như Anno 2070, trò chơi lấy bối cảnh ở một tương lai xa, người chơi sẽ tìm kiếm các nguồn tài nguyên có sẵn để xây dựng một thành phố của tương lai bên cạnh cơ hội thiết lập thuộc địa trên Mặt Trăng.

## Lối chơi
Anno 2205 là một game thuộc thể loại xây dựng thành phố tương lai tương tự như Anno 2070, như trái ngược với các phiên bản trước vốn lấy bối cảnh lịch sử cụ thể. Trong game, người chơi sẽ vào vai một nhà lãnh đạo một công ty và phải cạnh tranh với các công ty khác trong việc phát triển công nghệ trong tương lai. Vào lúc khởi đầu game, người chơi có nhiệm vụ xây dựng các siêu đô thị khác nhau trên Trái Đất. Dân số tăng lên khi nhiều công trình được xây dựng lên, và người chơi có nhiệm vụ thỏa mãn và đáp ứng nhu cầu của các cư dân trong thành phố. Ngoài việc xây dựng nhà ở, người chơi cũng phải sản xuất hàng hóa và xây dựng cơ sở hạ tầng như các cơ sở sản xuất robot để duy trì nền kinh tế. Người chơi còn có thể di dời hoặc tái bố trí những công trình này xung quanh thành phố. Tương tự như SimCity, các bộ phận khác nhau có thể được thêm vào các công trình để tăng cường chức năng của chúng. Việc nâng cấp cơ cấu sản xuất của các công trình này cũng có thể cải thiện hiệu quả của chúng. Khi nhu cầu của cư dân đã được thỏa mãn sẽ giúp họ sản xuất nhiều hàng hóa hơn.
Người chơi cũng có thể tiến hành một số nghiên cứu, chẳng hạn như lập vốn đầu tư và tạo dựng cơ sở nghiên cứu để tìm cách phóng tên lửa lên Mặt Trăng. Một khi người chơi hoàn thành việc nghiên cứu thì có thể xâm nhập vào Mặt Trăng và xây dựng các thành phố trên bề mặt của nó. Tài nguyên của Mặt Trăng như Helium-3, rất quan trọng cho sự phát triển của các thành phố trên Trái Đất và có thể được gửi trở lại Trái Đất. Lối chơi sẽ dần biến đổi một khi người chơi đang trong quá trình thiết lập một thành phố trên Mặt Trăng. Khi Mặt Trăng thiếu bầu khí quyển và có môi trường khắc nghiệt hơn so với Trái Đất, nên việc xây dựng một thành phố trên Mặt Trăng đòi hỏi người chơi phải kiến tạo lá chắn tiểu hành tinh, cũng như nhà kính độc đáo để sản xuất lương thực.
Anno 2205 cũng giới thiệu chế độ nghị hội, cho phép người chơi kiểm soát và quản lý thành phố của họ cả trên Trái Đất và Mặt Trăng cùng một lúc. Nguồn tài nguyên thường thay đổi trong các phiên họp khác nhau dẫn đến kết quả là người chơi phải thiết lập các tuyến đường thương mại giữa các thuộc địa khác nhau, để các nguồn tài nguyên và nguyên liệu từ thành phố này có thể được sử dụng trong một thành phố khác. Các thành phố trong trò chơi lớn gấp năm lần so với những thành phố từ các bản trước đây, và còn có thể hỗ trợ lên đến tám phiên họp khác nhau. Sự ô nhiễm cũng như lối chơi dưới nước từng xuất hiện trong Anno 2070 đã được gỡ bỏ ra khỏi Anno 2205 do việc bổ sung Mặt Trăng như là một môi trường có thể chơi được. Ngoài ra người chơi cũng có thể xây dựng cầu cống để kết nối các thành phố lại với nhau, trong khi các công trình có thể được nâng cấp thông qua việc sử dụng các mô-đun khác nhau. Khi hoàn thành, công trình được nâng cấp giúp người chơi sản xuất nhiều hàng hóa hơn.
Thông tin trong Anno 2205 được trình bày trực quan thay vì sử dụng văn bản như những phiên bản trước. Những lời yêu cầu của cư dân sẽ xuất hiện dưới dạng hình ảnh hay biểu tượng. Hạnh phúc của người dân thường ảnh hưởng đến hành động của họ. Nếu dân chúng hài lòng thì người chơi sẽ nhìn thấy họ đi du lịch vòng quanh thành phố. Còn nếu người dân bất mãn thì họ sẽ rời khỏi các công trình và bỏ đi biệt xứ. Nhiều góc quay camera luôn sẵn sàng dành cho người chơi sử dụng tùy thích chẳng hạn như phóng to và thu nhỏ, hoặc sử dụng camera được xác định trước để chiêm ngưỡng thành phố. Kết cấu trong câu chuyện của game cũng được đại tu mà theo đó người chơi không bị buộc phải hoàn thành nhiệm vụ và có thể lựa chọn việc hoàn thành trong suốt quá trình chơi tự do.

## Phát triển
Ubisoft Blue Byte đã tiết lộ rằng kể từ sau Anno 2070 vốn nhận được sự hoan nghênh nhiệt liệt, dòng game này sẽ chuyển sang một hướng mới mà bối cảnh của trò chơi tiếp tục dời sang tương lai. Game được phát triển bởi hãng Ubisoft Blue Byte Mainz, mà tiền thân là Related Designs, nhà phát triển của Anno 1701 và Anno 1404. Trò chơi không đưa vào thêm bất kỳ tính năng phần chơi trực tuyến nhiều người chơi nào khác mà nhà phát triển hy vọng ngươi chơi có thể tập trung vào các thành phố của riêng mình, và nắm toàn quyền kiểm soát chúng. Trò chơi cũng giới thiệu nhiều tính năng hơn, như studio muốn thêm một cái gì đó mới mẻ cho dòng game này với 2205, và lối chơi được thực hiện trông có vẻ hợp lý hơn.
Anno 2205 đã được công bố trong thời gian diễn ra hội nghị Electronic Entertainment Expo 2015 của Ubisoft. Một mùa trôi qua dành cho Anno 2205 đã được công bố. Bản game đầy đủ cũng như nội dung bổ sung được gộp vào trong Gold Edition của 2205. Người chơi phải đặt hàng trước mới có thể tiếp cận được bản closed beta của trò chơi. Tuy nhiên, giai đoạn close beta đã bị hủy bỏ, mà thay vào đó người chơi đặt hàng trước sẽ nhận được những phần thêm thắt trong game. Sau khi phát hành game còn được hỗ trợ bằng những gói nội dung tải về. Wildwater Bay, một DLC miễn phí giới thiệu một phiên họp mới, và một dự án khu vực mới, dự kiến sẽ được phát hành vào tháng 1 năm 2016. Hai bản mở rộng, cụ thể là Tundra và Orbit cũng đã được công bố. Tundra dự kiến sẽ được phát hành vào tháng 2 năm 2016.

## Sự đón nhận
Anno 2205 nhận được những đánh giá trái chiều khi ra mắt. Mặc dù hầu hết các nhà phê bình đều khen ngợi đồ họa của trò chơi, Anno 2205 lại gây thất vọng vì lối chơi quá đơn giản so với những phần trước, không có bản đồ ngẫu nhiên, cũng như sự thiếu vắng của chế độ nhiều người chơi.